# Clair de lune (film)
Ne doit pas être confondu avec Au clair de la Lune (film).
Pour les articles homonymes, voir Clair de lune (homonymie).
Pour plus de détails, voir Fiche technique et Distribution.
Clair de lune est un film comique français réalisé par Henri Diamant-Berger en 1932.

## Synopsis
Le film raconte l'histoire d'un garçon (Jacques, Claude Dauphin) et d'une fille (Lucie, Blanche Montel) qui font naufrage sur une île où ils rencontrent un philosophe (Henri Rollan) qui leur conseille de profiter de la vie.

## Fiche technique
- Titre : Clair de lune
- Réalisateur : Henri Diamant-Berger
- Scénario : Blanche Oelrichs
- Musique : Django Reinhardt
- Pays :  France
- Langue : français
- Société de production : Films Diamant
- Format : Noir et blanc - Son mono - 1,37:1 - 35 mm
- Genre : Comédie
- Durée : 77 minutes
- Date de sortie en France : 14 novembre 1932

## Distribution
- Claude Dauphin : Jacques
- Blanche Montel : Lucie
- Henri Rollan : le philosophe
- Georges Térof : un marin
- Yvonne Rozille : Berthe Lydiane
- Jeanne Cheirel : la baronne Jeanne de Bonassette
- Jean Joffre : Ernest
- Lulu Watier : Noémie
- Andrée Lorraine : Andrée
- Louis Vola
- Darlo

## Tournage
Le film a été entièrement tourné en extérieur, à Cannes.
La musique a été composée par Jean Lenoir. Henri Diamant-Berger explique dans ses mémoires que le mixage du son n'était pas encore au point à l'époque, si bien qu'il fallait enregistrer la bande son en même temps que l'image. Le film ayant été tourné en dehors de la saison estivale, il était difficile de trouver un musicien sur place. C'est le contrebassiste Louis Vola qui lui trouva un musicien en la personne de Django Reinhardt, qui n'était pas encore célèbre,.